# Livre des îles Malouines
La livre des îles Malouines (en anglais : Falkland pound ; symbole : £, code ISO 4217 : FKP) est la monnaie des îles Malouines et également de Géorgie du Sud-et-les îles Sandwich du Sud. Liée à la livre sterling, elle est, depuis la décimalisation de 1971, subdivisée en cent pennys (en anglais : penny au singulier et pence au pluriel).

## Histoire
Lors de l'occupation argentine de l'archipel entre 1810 et 1833, c'est le peso argentin qui était utilisé, avec même l'utilisation du peso des îles Malouines (Malvinas Islands peso), un billet à ordre introduit à partir de 1928 par Luis Vernet, gouverneur des Provinces-Unies du Río de la Plata. Le gouverneur payait les travailleurs de l'île avec et même dix ans après l'installation des Britanniques, des billets circulaient encore.
La livre fut introduite dans les îles Malouines à la suite de l'occupation britannique en 1833. Ce n'est qu'en 1899 que les îles utilisèrent leurs propres billets. Ce n'est qu'en 1974 que des pièces furent frappées.
La Banque argentine accepte d'échanger des pesos argentins contre des devises britanniques (livre sterling), par contre, elle ne reconnait pas les devises des « Falkland », et n'échange pas de devises pour cette monnaie, car l'Argentine ne reconnait pas la souveraineté du Royaume-Uni sur les îles Malouines.

## Pièce de monnaie
Toutes les pièces ont les mêmes caractéristiques que les pièces de monnaie du Royaume-Uni.
Les premières pièces sont mises en circulation en 1974 : ½, 1, 2, 5 et 10 pence. Le demi-penny a été arrêté en 1983.
Ensuite, arrivent les pièces de 50 pennys en 1980, 20 pennys en 1982, 1 livre en 1987, 2 livres en 2004.
Sur les faces sont représentés :
- 0,01 £ : Manchot papou
- 0,02 £ : Ouette de Magellan
- 0,05 £ : albatros
- 0,10 £ : Lion marin
- 0,20 £ : Mouton
- 0,50 £ : Loup des Falkland
- 1,00 £ : Armoiries de l'archipel
- 2,00 £ : Carte des Malouines